# 32570 Peruindiana
32570 Peruindiana este un asteroid din centura principală de asteroizi.

## Descriere
32570 Peruindiana este un asteroid din centura principală de asteroizi. A fost descoperit pe 20 august 2001 la Terre Haute de Chris Wolfe. Asteroidul prezintă o orbită caracterizată de o semiaxă mare de 2,59 ua, o excentricitate de 0,22 și o înclinație de 11,7° în raport cu ecliptica.